# Vologa
Vologa je naselje v Občini Vransko.